# Istočni Mostar
Istočni Mostar (en serbe cryillique : Источни Мостар) est une municipalité de Bosnie-Herzégovine située dans la république serbe de Bosnie. Selon les premiers résultats du recensement bosnien de 2013, elle compte 280 habitants.
Le siège de la municipalité est le village de Zijemlje.

## Histoire
La municipalité d'Istočni Mostar, en français « Mostar Est », a été créée après la guerre de Bosnie sur le territoire de l'ancienne municipalité de Mostar d'avant-guerre, l'autre partie de la municipalité faisant partie de la fédération de Bosnie-et-Herzégovine. Jusqu'en 2004, elle portait le nom de Srpski Mostar, le « Mostar serbe ». Le terme de Istočni Mostar peut aussi désigner la partie orientale de la ville de Mostar, dans la fédération de Bosnie-et-Herzégovine.

## Localités de la municipalité d'Istočni Mostar

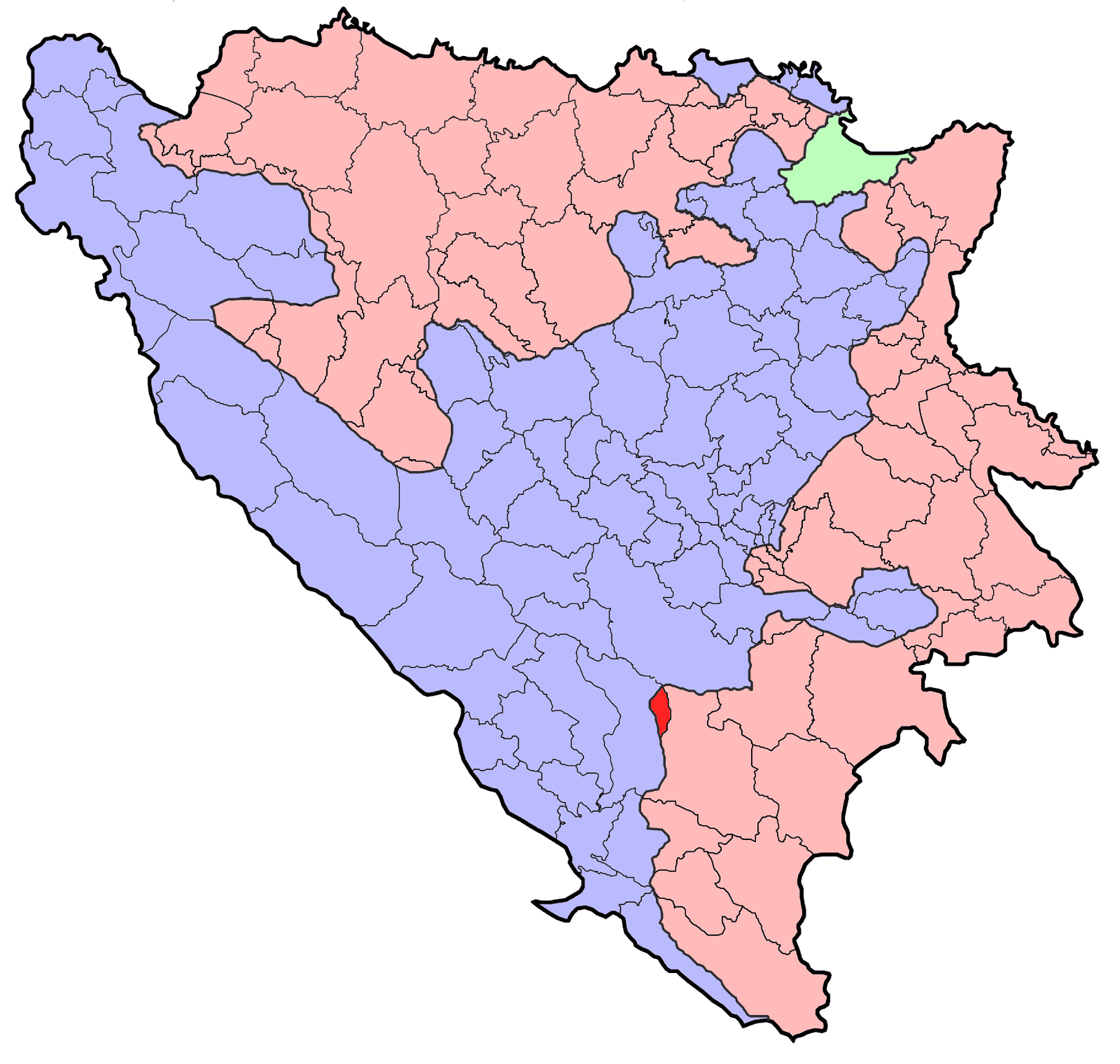
Localisation de la municipalité d'Istočni Mostar en Bosnie-Herzégovine

Outre Zijemlje, la municipalité comprend les villages de Kokorina et Kamena.

### Politique
Aux élections locales de 2012, les 11 sièges de l'assemblée municipale se répartissaient de la manière suivante :
| Parti                             | Sièges |
| --------------------------------- | ------ |
| Parti démocratique serbe (SDS)    | 8      |
| Parti démocratique (DP)           | 2      |
| Parti d'action démocratique (SDA) | 1      |

Radovan Palavestra, membre du Parti démocratique serbe (SDS), a été élu maire de la municipalité.